# Суконные ряды
Суконные ряды (пол. Sukiennice) — здание, находящееся в центре краковской площади Рынок, построено как торговые ряды бывшей столицы Польши. Памятник культуры Малопольского воеводства.

## История
В 1257 году король Болеслав V Стыдливый, присваивая городу Магдебургское право, построил из камня посередине рыночной площади двойной ряд суконных торговых заведений.
В середине XIV века король Казимир III Великий построил новое здание суконных рядов длиной 108 м и шириной 10 м. С обеих сторон были пристроены торговые лавки шириной 7,5 м, перекрытые арочными сводами, доступные из внутренних рядов через арки.
Это здание было построено в готическом стиле, сгорело в 1555 году.
Мастер Панкратий перекрыл большой зал суконных рядов арочным сводом. Наружные стены получили декоративный аттик с маскаронами. Тогда же появились лоджии с колоннами (проект Джованни Мария Падовано). В 1601 году сделан поперечный переход через достроенные ризалиты.
В 1875—1879 годах суконные ряды были перестроены по проекту архитектора Томаша Прылинского. Вокруг здания были пристроены стрельчатые неоготические арки. Капители колонн аркад сделаны по проектам Яна Матейко.
12 марта 1931 года Суконные ряды были внесены в реестр памятников Малопольского воеводства.
В нижнем зале вдоль стен были построены деревянные торговые лавки.

## Галерея польского искусства
Ныне на верхнем этаже располагается «Галерея польского искусства XIX века», которая является филиалом Национального музея Кракова. Здесь представлены портреты позднего барокко, рококо и классицизма XVIII века, а также батальные сцены польских и зарубежных предромантиков (Марчелло Баччарелли, Йозеф Грасси, Джамбаттиста Лампи, Пер Крафт, Юзеф Питшманн, Александр Орловский, Францишек Смуглевич, Михал Стахович, Казимеж Войняковский); искусство разделённой Польши со знаменитым «Прусским оммажем», «Вернигора» и «Костюшко под Рацлавицами» Яна Матейко; мифологические и библейские сцены с монументальными «Факелами Нерона» Генрика Семирадского, искусство представителей молодой Польши начала 20-го века, в том числе Яцека Мальчевского, Юзефа Хелмоньского; выдающиеся импрессионисты Юзеф Панкевич и Леон Вычулковский; картины Войцеха Герсона и Юлиана Фалата, а также противоречивый «Экстаз, или Безумие ликования» Владислава Подковинского.
В Галерее польского искусства XIX века в Сукеннице выставлены также скульптуры Якуба Татаркевича, Пия Велонского, Антония Куржавы и Антония Мадейского.

## Галерея

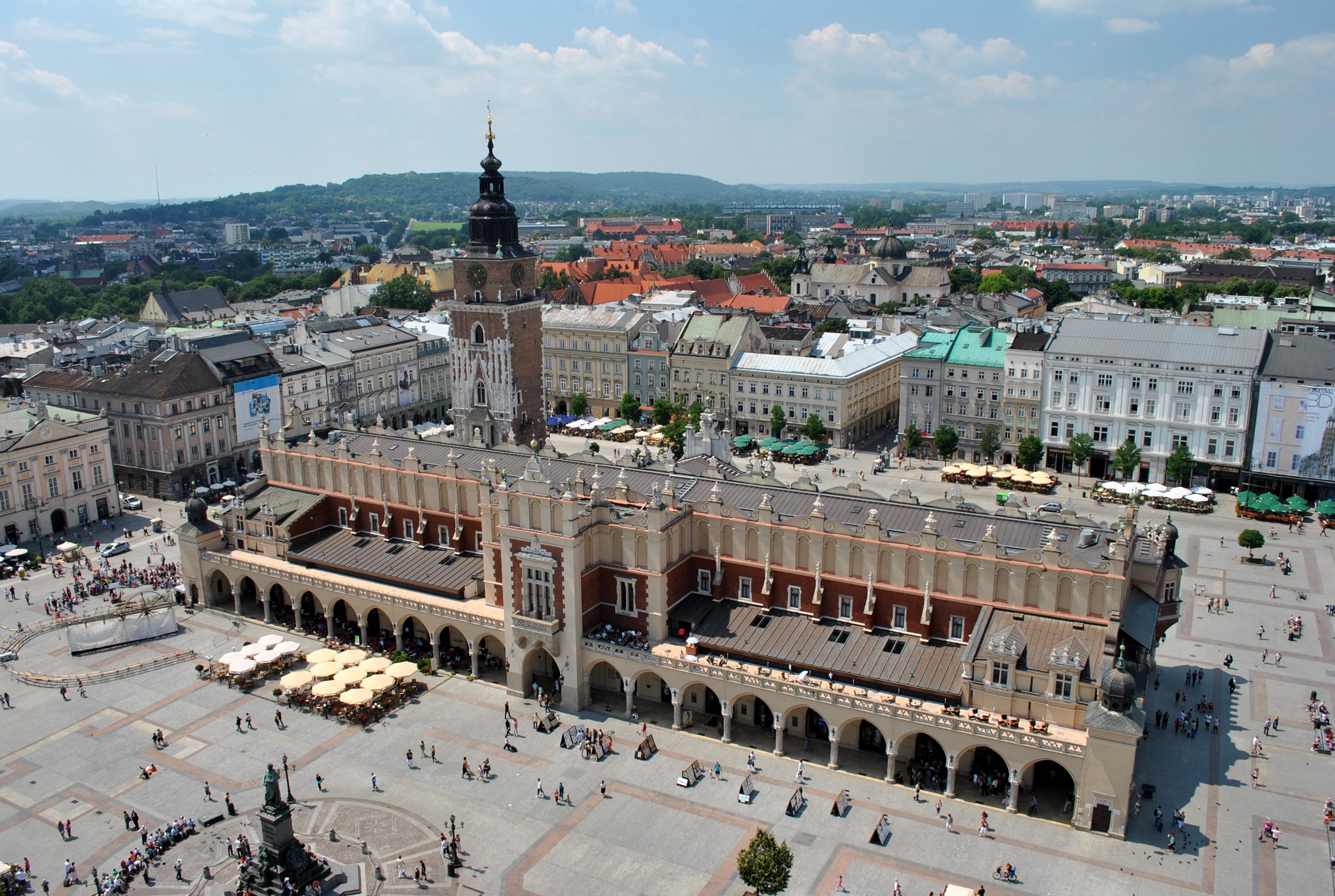
Суконные ряды – вид из башни  Мариацкой церкви
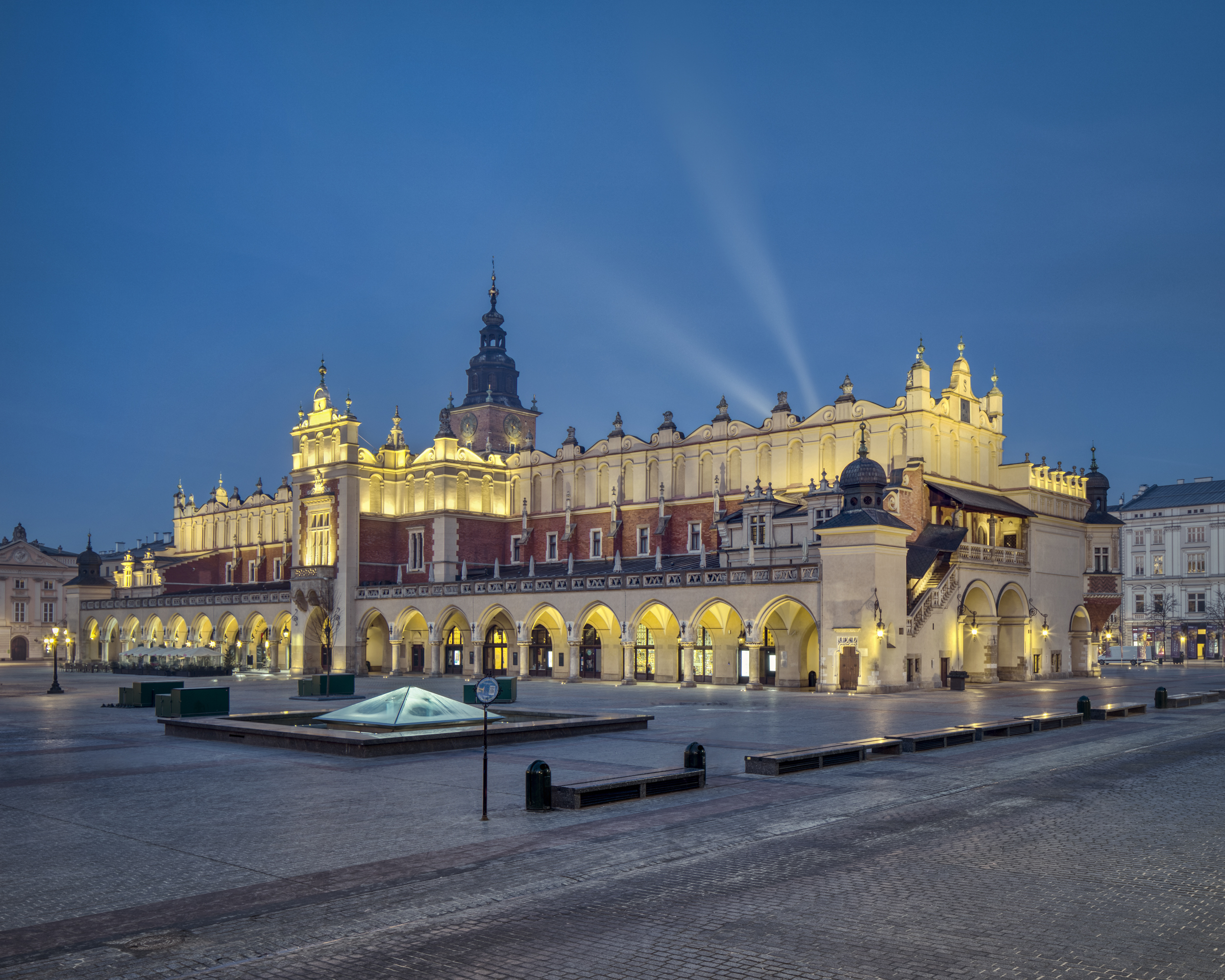
Суконные ряды – вид с востока
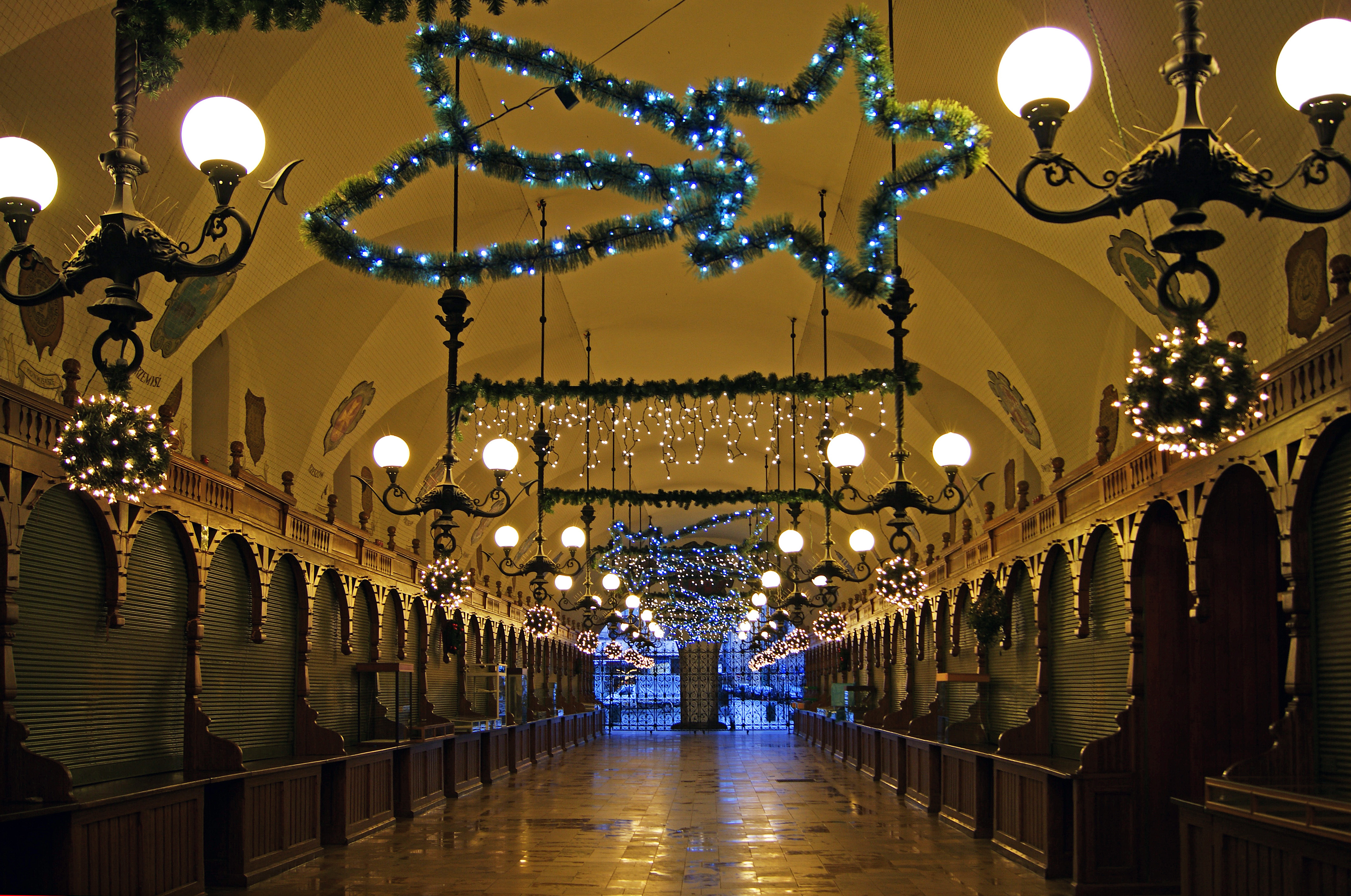
Суконные ряды – вид изнутри
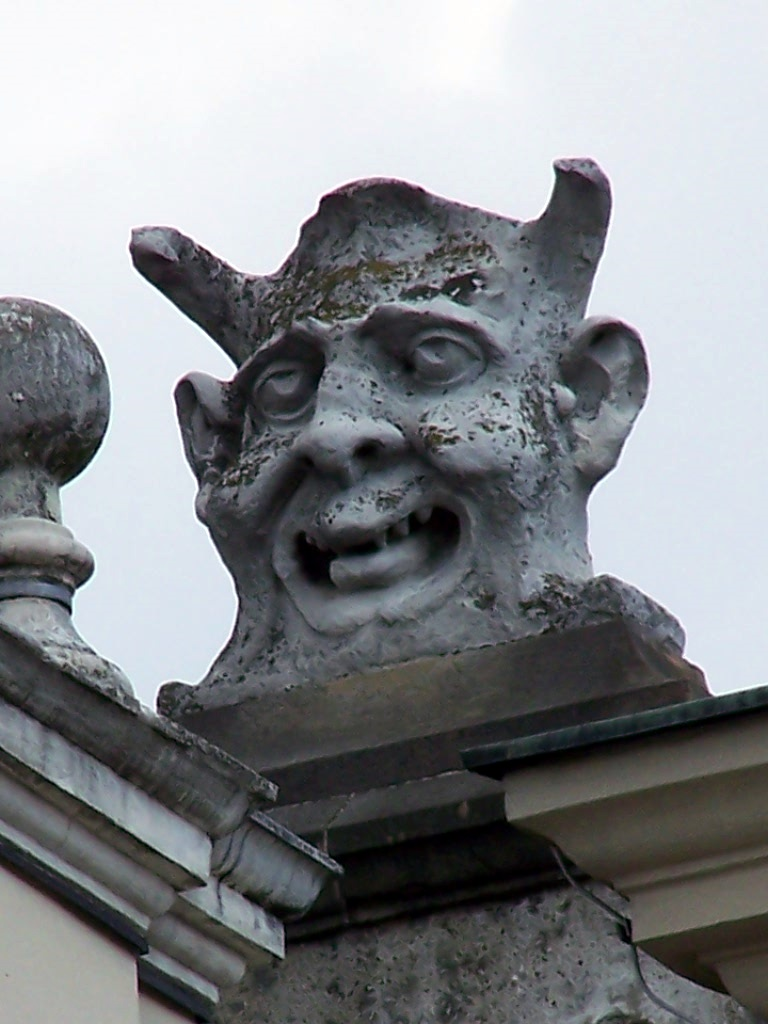
Один из маскаронов
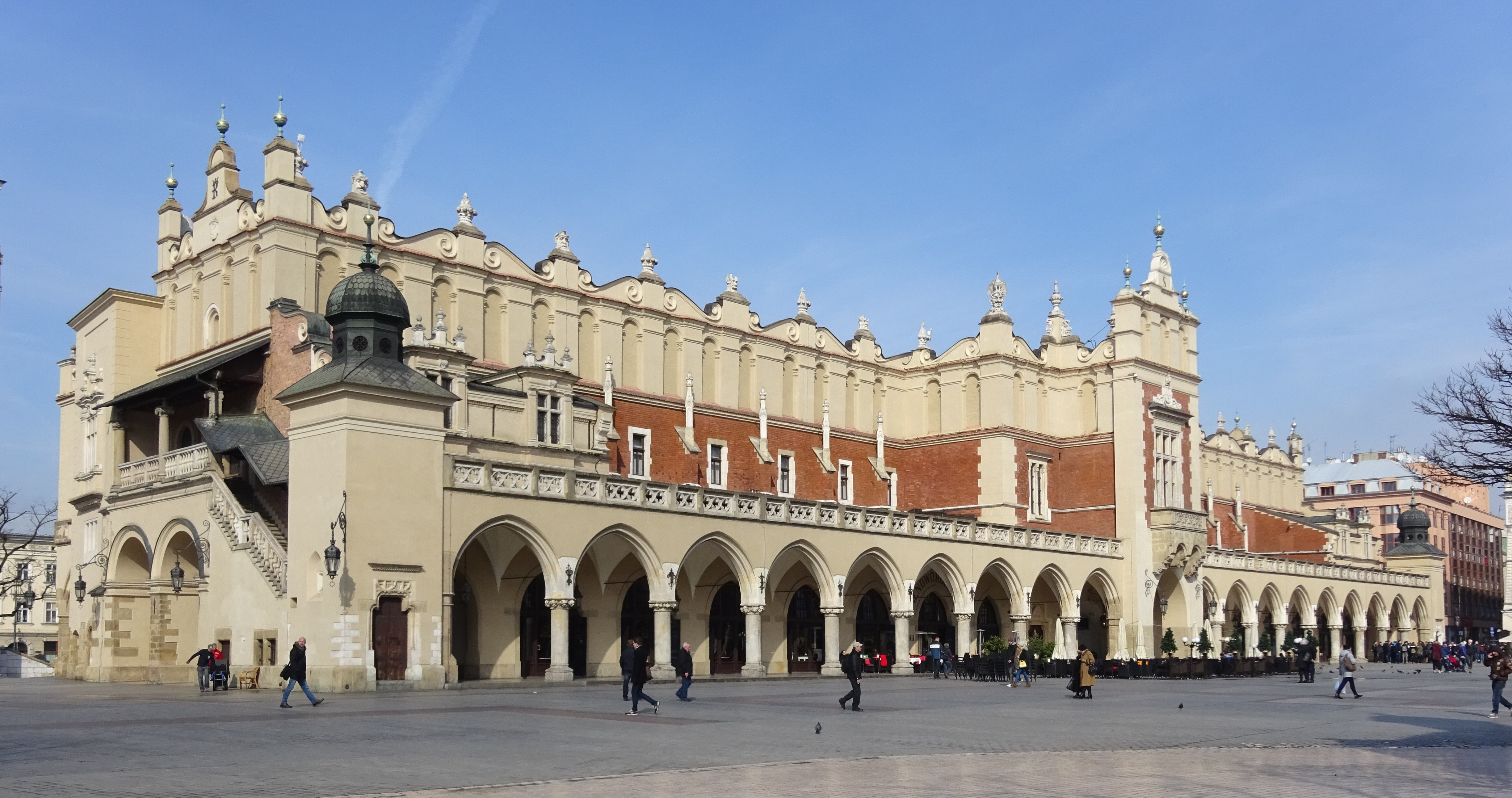
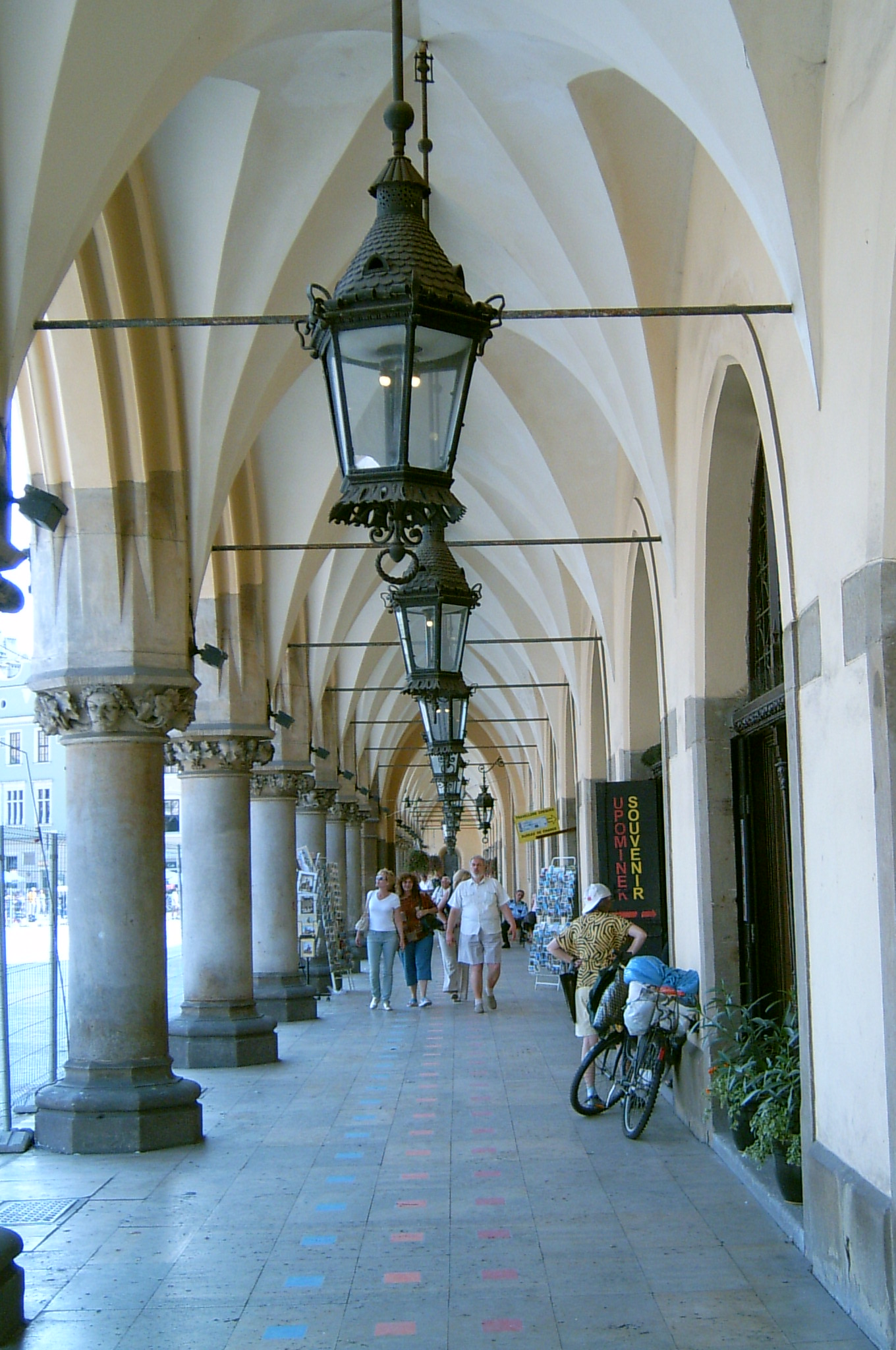
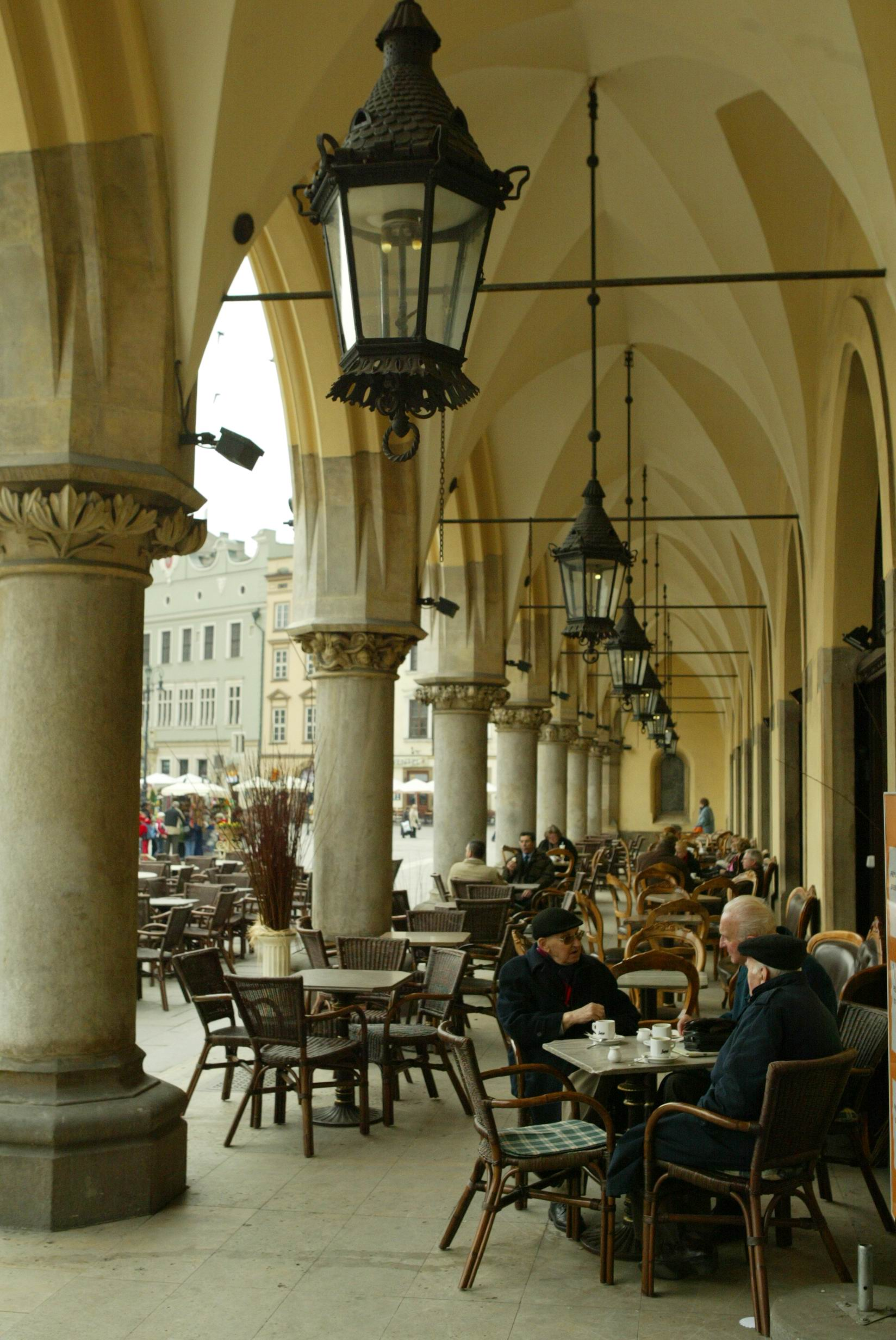